# تپه کلات خونچه
تپه کلات خونچه مربوط به دوران‌های تاریخی پس از اسلام است و در جنوب شرقی درگز واقع شده و این اثر در تاریخ ۲۳ فروردین ۱۳۴۶ با شمارهٔ ثبت ۶۸۱ به‌عنوان یکی از آثار ملی ایران به ثبت رسیده است.